# Theaterschule Bruneck
Die Theaterschule Bruneck ist die einzige Ausbildungsstätte für Theaterberufe in Südtirol. Bereits in den Jahren 1997 bis 2003 hat sie Schauspieler, Regisseure und Bühnentechniker für das professionelle Theaterleben ausgebildet. Nach einer sechsjährigen Pause wurde sie 2009 unter der Trägerschaft des Stadttheaters Bruneck wieder ins Leben gerufen. 
Die Theaterschule Bruneck ist eine Ganztagesschule. Die Ausbildung dauert insgesamt 3 Jahre und wird vom Europäischen Sozialfonds und von der Landesregierung Südtirols finanziert. Für die nach einer Eignungsprüfung aufgenommenen Schüler ist Unterricht und Aufenthalt in Bruneck kostenlos.
Die Einrichtung unterscheidet sich von den meisten anderen Schauspielschulen dadurch, dass nicht nur klassischer Schauspielunterricht gegeben wird, sondern dass jeder Schüler auch alle anderen Theatertätigkeiten erlernen kann und muss. Auch Regie, Dramaturgie, Bühnen- und Kostümbild, Maske, Licht- und Tontechnik usw. stehen auf dem Unterrichtsplan.
Alle Dozenten sind an Theatern beschäftigt und verfügen über internationale Erfahrung. Um die Entwicklung der Schülerinnen und Schüler zu überprüfen, findet jährlich eine Prüfung vor den Dozenten statt. Das Ergebnis dieser Prüfung entscheidet über die Fortsetzung des Studiums und über die Zulassung zu den Prüfungen vor der Österreichischen Paritätischen Schauspielkommission „Kunst und Medien“ in Wien.